# Robert Baratheon
Robert a Baratheon-házból, első ezen a néven, az Andalok, Rhoyne és az Elsők Királya, a Hét Királyság Ura és a Birodalom védelmezője George R. R. Martin Trónok harca című regényének szereplője, ami A tűz és jég dala című fantasysorozat első kötete. A sorozat televíziós adaptációjában, a  Trónok harcában megformálója Mark Addy.
A történet elején Robert királyként és a Baratheon-ház fejeként szerepel. A Vastrónt II. Aerys Targaryen király elleni lázadással szerezte meg. A győzelmet a Három folyónál vívott csata során harcolta ki, amikor párviadalban megölte Rhaegar Targaryen koronaherceget. Felesége Cersei a Lannister-házból; három gyermekük Joffrey, Myrcella és Tommen Baratheon.

## Karakterleírás
Robertnek klasszikus Baratheon megjelenése volt: Szénfekete haj és mélykék szem. Ned Stark szerint hat és fél láb magas lehetett. Fiatal felnőtt korában jóképű és borotvált, tiszta tekintetű és izmos férfiú volt, egy szűzlány ábrándképe. A hódítás utáni 289. évben a Greyjoy lázadást követően Robert legalább ötven kilót hízott. Tokáját és a megereszkedett arcát dús szakáll takarta, amely fekete és durva volt, valamint szeme alatt sötét karikák lettek.
A katonák körében kedvelt személyiség volt. Büszke ember, és amit részegen mondott, arra emlékszik, ezért sohasem hátrál meg a részegen kimondott szavaitól. Királyként nem szokott hozzá, ha valaki nem ért egyet vele. Tyrion Lannister Robertet nagypofájú fajankónak tartja, míg Varys bolondnak írja le. Cersei Lannister pedig tudatlannak tartja férjét, ostoba és részeges tökfilkóként hivatkozott rá. Lassú észjárású, részeg vadember, akinek nincs meg az a könyörtelen hajlam, amiről úgy gondolja, hogy egy királynak szüksége van. Bár többen bátornak tartják Robertet, Cersei gyávának.
Robert erős, mint egy bika, és rettenthetetlen a csatamezőn, olyan férfi, aki semmit sem szeret jobban, mint a háborút. A kardok zenéjét szerette, és a mérget a gyávák fegyverének tartotta. Korábbi ellenségeinek képes volt megbocsájtani, amíg azok hűek maradtak hozzá. Kivételek voltak a Targaryenek, akiket megszállottan gyűlölt. Fiatal korában szegekkel kivert vas harci pörölyt használt a harcok során, amelyet Donal Noye készített Viharvégben. A harcmezőn agancsos sisakot viselt. Uralkodása idején a királyi flotta legnagyobb hadihajója a Robert Király Pörölye volt.
Hatalmas étvágyú ember volt, aki tudta, hogyan élvezze az életet. Meglehetősen szókimondó és tucatnyi fattyat nemzett. Birodalom szerte kicsapongásairól és ivászatáról pajzán kocsmadalok szólnak. Szerette igénybe venni alattvalói vendégszeretetét, akár önként, akár kényszerből. Szeretett vadászni.

## Története a könyvekben
Robert Baratheon a könyvekben nem nézőpontkarakter, cselekedeteivel az olvasók csak más szereplők (például a szereplő felesége vagy Eddard Stark) megfigyelésein keresztül találkozhatnak.

### Háttértörténet

#### Fiatalkora
A hódítás utáni 262. évben született Steffon Baratheon, Viharvég ura és Estermont-házból való Cassana első gyermekeként. Két esztendővel később született meg Stannis, majd 15 éves volt amikor Renly született. Sasfészekben Lord Arryn nevelte fiatalon, akinek nem adatott meg fiúgyermek, itt nevelkedett Eddard Stark is, és gyámtestvérek lettek. Fiatalon apja, Lord Steffon Viharvégben rendezett lovagi tornáján vereséget szenvedett Ser Barristan Selmy-től. Hódítás után 278-ban II. Aerys Targaryen Lord Steffon Baratheont Volantisban küldte, hogy feleséget találjon Rhaegar Targaryen hercegnek, akinek nem volt lánytestvére, akit elvehetett volna. A küldetés sikertelen volt és ezért feleségével visszaindultak. A Hajózúzó Öböl-nél vihar volt és a Büszke Szél nevű hajót a kastélytól nem messze elsüllyesztette és ezt Robert és Stannis látták. Ezt követően ő lett Viharvég Ura.

#### Lyanna Stark
Robert szerelmes volt Lyanna Starkba, Ned húgába. Később Lord Rickard Stark beleegyezett, hogy Robert elvegye Lyannát. Ebben az időben Robertnek már volt egy fattya a Völgyben, Szikla Mya. Ned később kijelentette, hogy Robert mindig Lyanna szépségét látta és soha nem ismerte fel a merészségét és az akarat erejét.
A hódítás utáni 281. évben Harrenhalba tartott a lovagi tornán részt vett kézitusában. Ser Richard Lonmouth és Robert ivó versenyeztek, majd megesküdött hogy leleplezi a Nevető Fa Lovagját, de nem sikerült neki. A tornát unokatestvére, Rhaegar Targaryen herceg nyerte meg. A herceg Lyanna Starkot koronázta a szerelem és szépség királynőjévé, aki ekkor már Robert jegyese volt, valamint Rhaeger felesége Elia Martell is ott volt a tornán. A következő évben Rhaegar herceg elrabolta Lyannát, ami Robert lázadásához vezetett.

#### Robert lázadása

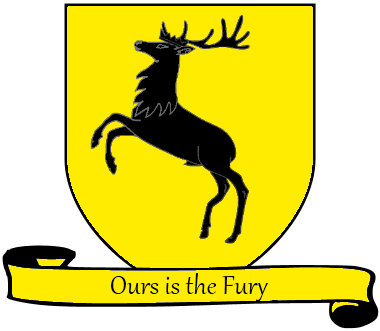
A Baratheon-ház címere

Lyanna fivére, Brandon Stark éppen úton volt Zúgóba, hogy feleségül vegye Catelyn Tully-t, amikor meghallotta a hírt, hogy mi történt húgával. Azonnal Királyvárba lovagolt fegyverhordozója, Ethan Glover, valamint Elbert Arryn, Jon Arryn unokaöccse és Sasfészek örököse, továbbá Kyle Royce, Jeffory Mallister társaságában. Brandon a Vörös Erődnél kiáltozni kezdett Rhaegar után, hogy jöjjön ki, és haljon meg, de a herceg nem volt ott. II. Aerys Targaryen király megparancsolta az őreinek, hogy tartóztassák le mindegyiküket a koronaherceg meggyilkolására szőtt összeesküvés vádjával. Ezt követően Lord Rickard Starkot az udvarba hívatta, hogy feleljen fia bűneiért.
Lord Rickard Stark párbaj általi ítéletet követelt. Az Őrült Király a tüzet nevezte meg a Targaryen-ház bajnokaként. Brandon Starkot egy tyroshi fojtogató szerkezethez kötöttek és a piromanták pedig tüzet gyújtottak Lord Rickard körül. Brandon próbálkozott megmenteni apját, de minél jobban erőlködött, a szíj annál jobban megfeszült a torkán. Végül megfojtotta saját magát, apja pedig elevenen megégett. Ezt követően Aerys Lord Robert Baratheon és Eddard Stark fejét követelte. A két fiatal éppen Sasfészekben tartózkodott Jon Arrynnál. Sasfészek ura megtagadta a király akaratát, ezzel pedig kirobbant a háború.
Ned Stark visszatért Északra, hogy összehívja zászlósurait, addig Lord Arryn is így tett saját vazallusaival a Völgyben. Azonban néhány völgybeli ház, köztük a sirályvárosi Graftonok továbbra is hűséges maradt a koronához. Jon Arryn a lázadó embereit Sirályváros ellen vezette. Robert elsőként tört át a város falain, pusztakézzel megölte Marq Graftont. A város bevétele lehetővé tette, hogy a Völgy a lázadók fennhatósága alá kerüljön. A győzelem után Robert is visszatért a Viharföldekre, hogy összehívja a maga seregét, de itt is több ház hűséges maradt a koronához.
A Fell-, Cafferen- és Grandison házak a leégett Nyárodú romjainál kívánták összegyűjteni erejüket, hogy uruk ellen vonuljanak. Robert tudomást szerzett róla, seregével ellenük indult, és előttük ért a romokhoz. Egyetlen nap alatt három csatát is megnyert, egyesével legyűrve az érkező seregeket. Az ellenszegülő nagyurakat Viharvégbe vitette és fogságba vetette őket, kis idő múlva azonban a lázadók oldalára álltak ők is.
A Viharföldeken egyesítette haderejét, Stannisre bízta Viharvég védelmét, és Hamugázló felé vonult a seregével. A Tyrell sereget Lord Randyll Tarly vezette és Hamugázlónál legyőzte Robertet és megsérült, majd a megmaradt katonákkal visszavonult a csatamezőről. A Tyrell sereg pedig ostromzár alá vette Viharvéget. Aerys király lecserélte Owen Merryweatheret Jon Conningtontra, mint Segítő.
Eddard Stark seregével dél felé vonult. Hoster Tully, Zúgó ura is csatlakozott a lázadók oldalán a lázadáshoz. Robert észak felé tartott, hogy egyesítse erejét a Stark, Tully és Arryn seregekkel. Kőszentélynél rejtőzött el Robert, mielőtt a Harangok Csatája kezdetét vette volna. Jon Connington vezette sereg házról házra kutatott Robertet keresve, azonban mielőtt rábukkant volna, Eddard Stark és Hoster Tully seregei jelentek meg a városnál. Jon Connington megsebezte Lord Hostert, és megölte Jon Arryn utolsó örökösét, Denys Arrynt is. Robert előjött rejtekhelyéről és a meglepetés erejével támad az ellenfélre. Amikor Connington látta, hogy a csata elveszett, visszavonulást rendelt el. A harcot követően Aerys király száműzte Jon Conningtont azzal a váddal, hogy a lázadókat támogatta. A király ráeszmélt, hogy Robert nem egy lázadozó uraság, hanem a legnagyobb fenyegetés, amivel a Targaryen-háznak szembe kell néznie Daemon Blackfyre óta.
Hoster Tully felajánlotta Jon Arrynnak lánya, Lysa kezét. Eddard Stark pedig feleségül vette másik lányát, Catelynt, aki korábban fivére, Brandon jegyese volt. A két esküvőt egy napon tartották meg. Ezt követően a lázadó seregek egyesítették erejüket. A koronaherceg, Rhaegar Targaryen visszatérve Dorne-ból átvette a parancsnokságot a királyi sereg felett.
H.u. 283-ban a Három Folyó egyik átkelőjénél került sor az ütközetre, amikor Rhaegar megpróbált átkelni a folyón. A harc Robert és Rhaegar párbajában dőlt el. Először lóháton küzdöttek meg, majd Robert bezúzta pörölyével Rhaegar mellkasát. Az ütés hatására a herceg meghalt. Vezetőjük halála után, a királyi sereg megtört és elmenekült, többségük visszatért Királyvárba. Barristan Selmy közel volt a  halálhoz, mikor Robert elé vezették. Roose Bolton azt tanácsolta, hogy öljék meg, Robert azonban megkímélte az életét és saját mesterét küldte hozzá, hogy ellássa sebeit.
Robert Baratheon kikiáltotta igényét a Vastrónra, nagyanyja, Rhaelle Targaryen, V. Aegon Targaryen lánya volt. Több sérülést szenvedett, ezért nem tudta Királyvár felé vezetni a sereget, megkérte Nedet, hogy vezesse ő a lázadókat. Tywin Lannister, Casterly-hegy ura és a Nyugat Őrzője Rhaegar haláláig nem mozdult, de ekkor tizenkétezer emberrel megindult Királyvár felé. Pycelle nagymester meggyőzte az Őrült Királyt, hogy a Lannisterek a segítségére érkeztek, és nyissa ki a kapukat nekik. A királyt hitt az öreg szavainak, és Varys tiltakozása ellenére megnyitotta a városkapukat egykori Segítője számára. A Lannister seregek megkezdték a város feldúlását és kifosztását, embereket öltek és nőket erőszakoltak meg. Az események hatására Aerys megparancsolta Lord Rossartnak, hogy az elrejtett futótüzeket gyújtsák meg szerte a városban. Ser Jaime-nek, aki egyedüliként a Királyi Testőrségből a várban volt, pedig megparancsolta, hogy ölje meg Lord Tywint. Jaime azonban megkereste Lord Rossartot, és megölte őt mielőtt elhagyhatta volna a Vörös Erődöt, ezzel pedig megakadályozta, hogy futótűz semmisítse meg Királyvárat. Ezek után Aerys királlyal is végzett a Vastrón előtt. A Lannister sereg már a Vörös Erőd udvarán haladt keresztül, Eddard Stark pedig megérkezett a városba, majd később Robert is.
Amikor Ned Stark belépett a trónterembe, Jaimet a trónon ülve találta, Aerys holtteste fölött. Tywin pedig bemutatta Elia és gyermekeinek vörös köpenybe csavart holttestét hűsége jelképeként Robertnek. Eddard végül dél felé lovagolt, hogy feloldja Viharvég ostromát. Utána a Dorne-i Határvidékhez vonult, mert úgy tudta, hogy ott volt fogságban. Az Öröm Tornyánban megtalálta haldokló húgát. Lyanna halála kibékítette Robertet és Nedet.

#### A lázadás következményei
H.u. 283-ban királlyá koronázták Robertet és kinevezte Jon Arrynt Segítőjének. Számos ellenségének megbocsátott, és néhányukat szövetségesként is megnyert. Ser Barristan Selmy-t megtette a Királyi Testőrség Parancsnokává. Annak ellenére, hogy Eddard Stark sürgette Ser Jaime Lannister Falra küldését, Robert meghallgatta Jon tanácsát, és megkegyelmezett Jaimenek, és a besúgók mesterének Lord Varysnak, valamint Pycelle nagymesternek. Az új király megparancsolta fivérének, Stannisnek hogy építsen új flottát, hogy megtámadhassák Sárkánykőt. Az előkészületek közben Sárkánykő szigetén, Rhaella Targaryen világra hozta leány gyermekét, Daeneryst. Rhaella belehalt a szülésbe. Stannis elksésett, Ser William Darry és négy további hűséges Targaryen szolga kicsempészte Viseryst és Daeneryst a szigetről, és Braavos felé vitte. Robert öccsét hibáztatta, hogy a két gyermek túlélte. 
Stannisnek adományozta Sárkánykőt, ezzel pedig kinevezte őt Sárkánykő Hercegének, amivel a Targaryen hagyományok értelmében ezzel ő lett a koronaherceg. A Baratheonok ősi székhelyét, Viharvéget Renlynek adta, amit Stannis hatalmas sértésnek érzett. A ház három részre szakadt. A családfő ága, a királyi Baratheonok, Roberttel az élen, Királyvárban. Renlyé a Viharvégi, míg Stannisé a Sárkánykői kadét ház.

#### Házassága
Robert nem akart megházasodni, miután Lyanna meghalt, de Jon Arryn azt mondta, hogy az országnak örökösre van szüksége. Cersei Lannister pedig jó választás lenne, mert hozzá kötné Lord Tywint, ha netán Viserys Targaryen egyszer megpróbálná visszaszerezni az apja trónját. Hivatalos uralkodása az esküvő napján vette kezdetét H.u. 284-ben. Baelor Nagy Szentélyében volt az esküvőjük és amikor a köpönyegek cseréjéhez értek Robert egy súlyos, aranybrokát palástot rakott rá, amelynek a hátára ónixkövekből a koronás Baratheon-szarvast rakták ki. Az esküvő megünneplésére lovagi tornát rendeztek. Gerion Lannister elefántcsont markolatú, zafirgombú aranyozott tőrt adott neki a menyegzőjére. A nászéjszakán a részegen Lyanna nevét suttogta felesége fülébe. Házasságuk első évében Cersei megjegyezte királyának, hogy éjszaka szeretkezés közben bántotta, de ő a bort tette felelőssé. Az első néhány évben még gyakrabban bújt ágyba feleségével. Robert számára ezek az éjszakák sohasem történtek meg, de Cersei szerint Robert emlékezett rá amikor durva volt vele, de egyszerűbb volt így, mint szembenéznie szégyenével. Idővel már gyűlölte férjét. Robert még évekig szerelmes maradt Lyannába a halála után is, ami elősegítette, hogy feleségétől egyre távolabb kerültek egymástól.
Jaime és Cersei vérfertőző kapcsolatot folytatott egymással a házassága előtt is már. Robert két estermonti rokona is részt vett az esküvőjükön és fél évet maradtak is, ezért ragaszkodott a látogatás viszonzásához. Zöldkőn, az Estermontok székhelyén töltöttek két hetet. Robert lefeküdt az özvegy unokatestvérével, ezért Cersei viszonzásképpen Jaimevel a kastélyban.
A királyné három gyermeket szült: Joffrey herceg, Myrcella hercegnő és Tommen herceg. Ekkor még mindenki abban a hitben volt hogy a király gyermekei, de a királyné és ikertestvére tudták hogy nem. Robert egyik szülésen sem vett részt, amikor a szülés ideje volt, elment vadászni, és csak a születés után tért vissza. Robert egyszer teherbe ejtette Cerseit, de Jaime talált egy asszonyt, aki megtisztította.

#### Uralkodása
Hat évvel a Lázadás után, Balon Greyjoy kikiáltotta magát a Vas-szigetek királyává, és lázadásba kezdett a Vastrón ellen. Robert egyesítette seregét Észak Őrzőjével, Lord Eddard Starkkal és Tywin Lannisterrel, aki Nyugat Őrzője volt. Pyke ostromát követően lovaggá ütötte Jacelyn Bywatert és Jorah Mormontot. Balon Greyjoy vereséget szenvedett és hűségesküjükért cserébe megtarthatta címét és tisztségét. Eddard Stark magával vitte Deresbe egyetlen életben maradt fiát Balonnak, Theont, hogy a hűségét valóban be is tartsa és gyámfiaként felnevelte. Robert elrendelte, hogy rendezzenek lovagi tornát Lannisport mellett, hogy megünnepeljék a győzelmet.
Az uralkodás nem tette boldoggá. Donal Noye szerint Robert soha többé nem lett ugyanaz, miután feltette azt a koronát. Untatta a pénz, a termés meg az igazságszolgáltatás dolgai. Alig vett részt a Kistanács ülésein, így a Segítő intézkedett a nevében. Robert inkább vadászott és solymászott. Utálta a „rezet számolgatni", de tornákat és a lakomákat szeretett rendezni. Annak ellenére, hogy II. Aerys Targaryen arannyal roskadásig megtelt kincstárat hagyott maga után, de Robert hatmillió arany adósságot halmozott fel. Saját érmét készítettet, melyet ezüstszarvasként neveztek. Az érme egyik oldalán Robert arcképe, a másikon egy szarvas volt.
Robert szerette Joffrey Baratheon herceget, de nem alakult ki szoros kötelék köztük. Robertnek nem tetszett, hogy csecsemőként örököse sírt, valahányszor felvette, de a fattyai mindig boldogan gügyögtek neki, és az ujját szopogatták. Joffrey természetét sem szerette. A herceg egyszer felvágott egy vemhes macskát egy tőrrel, hogy lássa, hogy vannak-e benne kiscicák. Amikor megtalálta a kölyköket, elvitte őket megmutatni az apjának. Robert megütötte és kiesett két tejfoga. Robert azt mondta Nednek, hogy arról többször leakarta tenni a koronáját, de elképzelte Joffreyt a trónon, amint Cersei mögötte áll és a fülébe suttog és ez megakadályozta.
Gyakori szajházása miatt házassága során több fattyút is nemzet. Maggy, a béka jóslata szerint tizenhat fattyú gyermeket nemzett. Robert csak egyet ismert el, Lord Varys nyolc fattyú létezéséről tudott. Legidősebb fattya Szikla Mya volt, aki a Völgyben született. Őt követte Bella, aki a Lázadás alatt a Harangok csatája idején született. Gendry a lázadás után született és kovácsként dolgozott később Királyvárban. Lord Petyr Baelish szerint egy ikerpárt is nemzett egy szolgálólánynak Kaszter hegyen, amikor nyugatra ment Lord Tywin tornájára. Cersei megölette a csecsemőket, az anyjukat pedig eladta egy éppen arra járó rabszolga kereskedőnek. Stannis esküvőjén a nászágyon lefeküdt Delena Florenttel és fattyú gyermeket nemzett neki, akit elismert és Viharos Edricnek neveztek el. Robert viharvégi látogatásai alkalmával ajándékokat vitt Edricnek, amiket Varys választott ki. Legfiatalabb közülük Barra volt, akit egy kuplerájban nemzett Királyvárban. A király fegyverhordozói Lancel és Tyrek Lannister voltak, akik a királyné unokatestvérei.

#### Trónok harca
Lord Jon Arryn a király Segítője meghalt és Robert úgy döntött, hogy felajánlja gyerekkori barátjának Lord Eddard Starknak a címet. Robert öccse, Stannis ennek nem örült, hogy nem őt választotta fivére és ezért elhagyta Királyvárat, visszatért Sárkánykőre. Nagy kísérettel utazott Deresbe, majd lerótta kegyelmét a kriptába Lyanna Stark sírjánál. Nednek eljegyzést ajánlott saját fia, Joffrey herceg és Sansa között. Lord Stark vonakodva, de elfogadja a király ajánlatát. Robert és az új segítője vadászata alatt, Deresben Bran Stark felfedezi, hogy Cersei és Ser Jaime Lannister közösülnek, majd észrevették Brant és Jaime kilökte a toronyablakból. Bran nyomorék lett és kómába esett. Merényletet próbáltak elkövetni a fiú ellen egy valyriai tőrrel.
A király és a többiek Hantföld felé lovagoltak, amikor Neddel elszakadtak, hogy megvitassák Khal Drogó és Daenerys Targaryen házasságát, ami a Segítő szerint nemjelent veszélyt. A Darry-ház székhelyénél Nymeria, Arya Stark rémfarkasa megtámadta Joffrey herceget. Robert két gyerek csetepatéjának nevezte az incidenst. Arya rémfarkasa eltűnt, így nem lehetett kivégezni, de  Cersei Sansa rémfarkasát javasolta, Ladyt. Robert semmit sem tett a rémfarkas megölésének megakadályozására, annak ellenére, hogy irtózik a javaslattól. Robert nem akar szembenézni Eddarddal ezek után, és az út hátralévő két hetét részegen Cersei kerekes házában töltötte.
Renly Baratheon a Tyrell-házzal azt tervezi, hogy Cerseit eltávolítják és Margaery Tyrellt adják Roberthez. Ser Loras Tyrell Mace Tyrell, Égikert urának és Dél Kormányzójának legifjabb fia volt, valamint Margaery testvére és azt remélte, hogy nővére emlékezteti Robertet fiatalkori szerelmére, Lyannára.
Ned ellenkezése ellenére Robert lovagi tornát rendezett a tiszteletére. Robert azt tervezte, hogy kézitusában részt vesz a tornán, de felesége megtiltotta neki. Ser Barristan Selmy és a Segítő meggyőzi, hogy nem volna igazságos a küzdelem, mert senki nem merné megütni a királyt és így ő nyerne. Ez felbosszantja és végül nem vesz részt a tornán. Később Varys elmondja Eddardnak, hogy a Királyné a kézitusa során akarta megöletni a Királyt. Robert bevallja Nednek, hogy arról álmodik, hogy leteszi a koronát és elhajózik a szabad városok felé a lovával meg a pörölyével és harccal, meg kurvázással töltené el az idejét, de aggódik Cersei befolyása miatt Joffrey-ra.
Robert összehívott egy találkozót, hogy követelje Daenerys meggyilkolását, miután kiderült hogy ő gyermeket vár, tiltakozásképpen Ned lemondott a Segítő címéről. Jaime Lannister lesből megtámadta Robert barátját és megsebesítették, majd meglátogatta és vissza adta neki a jelvényét, de ha még egyszer leveszi, akkor Jaimenek adja.
Lord Renly, Ser Barristann, Joffrey, Sandor Clegane, Ser Balon Swann, Lord Yohn Royce és a fél udvar kíséretében a Király vadászni ment egy fehér szarvasbikára a királyi erdőbe. Eddard a trón teremben fogadja Raymun Darryt, Marq Pipert és Karyl Vancet a folyóvidék lovagjait. Robert nevében Ned elküldte Lord Beric Dondarriont hogy fogja el Ser Gregor Clegane-t, akit rablással vádoltak meg. Gendry és Barra meglátogatását követően Ned rájött, hogy Cersei gyerekei vérfertőséből születtek és nem a király gyermekei. Tudta, hogy Robert meg fogja ölni Cerseit és a gyerekeket haragjában, ha ez kiderül. Ezért azt tanácsolja a Királynénak, hogy meneküljön, de nem hajlandó.
Cerse megbízta Pycelle mester, hogy adjon Lancel Lannisternek erősebb bort a szokásosnál. Háromszor olyan erős volt, mint amihez hozzá volt szokva Robert és a vadászat során Lancel folyton ezzel itatta. Részegen ragaszkodott hozzá, hogy egyedül nézzen szembe a vadkannal, ami végül súlyosan megsebesítette. Robertet visszavitték Királyvárba, ahol Eddarddal megíratja a végrendeletét. A Segítőjét nevezte meg régensként és a Birodalom Védelmezőjeként addig, amíg Joffrey nagykorú nem lesz. Nemtudta elmondani neki, hogy nem a fia a herceg. A végrendeletben a „fiam, Joffrey” részt átírta az „örökösömre”. Robert másnap meghalt. Varys szerint, ha a vadkan nem végez Roberttel, akkor valószínűleg leesik a lováról, megmarja egy erdei vipera, eltalálja egy eltévedt nyílvessző, mivel a királyné mindenképpen holtak akarta látni. Baelor Nagy Szentélyének harangjai jelezték mindenkinek, hogy a király halott. Cersei a trónteremben széttépte Robert végrendeletét, ezért bejelentette, hogy Joffrey-nak nincs joga a trónhoz, mert Robert törvényes örököse Lord Stannis. Lord Petyr Baelish, János Slynt és az aranyköpenyesek elárulták Nedet.
Joffrey-nak bűnbakra volt szüksége Robert halála miatt, ekkor Varys Ser Barristant javasolta neki. Ezzel Jaime lett a Királyi Testőrség parancsnoka, helyet kapott a kistanácsban, és Sandor Clegane került Jaime helyére. Renly és Loras Tyrell Égikertbe menekültek, ahol Renlyt megkoronázták. Joffrey lefejeztette Ned Starkot. Robb Starkot az északiak Észak Királyává kiáltották ki.

#### Királyok csatája
Robert özvegye, Cersei Lannister királynő bevallja öccsének, Tyrion Lannisternek, hogy unokatestvérük, Lancel itatta Robertet az erős borral. A fővárosban ismeretlen helyen temették el. Cersei Tyrionnak azt mondta, hogy sohasem evett olyan ízletes vadkant, mint ami a halálos sebet okozta. Lancel és a királynő titkos szeretővé váltak és lovagi címet kapott, később bevallotta Robert király halálában játszott szerepét Tyrionnak. Yoren segített Gendrynek elmenekülni a fővárosból.
Stannis bejelentette igényét Westeros Hét Királyságának Vastrónusára, mivel ő az örököse fivérének. Joffrey, Tommen és Myrcella, Cersei Lannister és bátyja, Jaime, a Királyölő vérfertőző nászából származó fattyak.
Balon Greyjoy a Vas-szigetek királyává kiáltotta ki magát és a hódítás jogán északot is magának követeli. Daenerys Qarthban tartózkodott, amikor Quhuru Mo meghozta neki a hírt, hogy Robert halott.

#### Kardok vihara
Lord Beric Dondarrion és Thoros a Lobogó Nélküli Testvériséget vezetik Robert nevében.
Joffreyt király az esküvőjén halt meg. Utódja öccse, Tommen Baratheon lett. Tyrion szerint Joffrey lopta el apja valyriai tőrét, Jamie szerint is ő lehetett és Brandon Stark megölésével akarta lenyűgözni apját.
Tengerjáró Davos segített Viharos Edricnek elmenekülni Sárkánykőről.

#### Varjak lakomája
Cersei úgy gondolja, hogy Tommen jobb király Robertnél. A braavosi Noho Dimittis a Vasbank követével közli, hogy megkapják az aranyukat, amint leverték a lázadást. Petyr Baelish a Völgy kormányzója arra kéri levélben a királynőt, hogy küldje el neki Robert néhány régi falikárpitját.
Arianne Martell királynőt akart csinálni Myrcella Baratheonból. Ser Lancel lemondott Darry földjéről és mindenről ami velejárt, hogy csatlakozhasson a Harcos Fiai nevezetű rendhez. Vezekeljen Robert király halálában játszott szerepéért is.

#### Sárkányok tánca
Barristan Selmy, aki most Daeneryst szolgálja Meereenben, sajnálja, hogy elfogadta Robert kegyelmét a lázadása után, ahelyett, hogy Viserys Targaryent kereste volna meg. Jó lovagnak tartotta Robertet, de rossz király volt.
Jon Connington sajnálja, hogy nemtudta megölni Robertet a harangok csatájában.
A Főveréb bebörtönözte, súlyos vádakkal, de Cersei tagadta, hogy köze lenne Robert halálához. Küzdelem általi ítéletet követel, és bajnoka személyét illetően Qyburn segítségét kéri, aki Ser Robert Strongot nevezi meg, a Királyi Testőrség legújabb tagját.

## A szereplő családfája
Bővebben: Baratheon-ház

## A szereplő története a sorozatban
Az HBO televíziós sorozatában Robertet Mark Addy alakította. Története a könyvekben és a sorozatban többnyire megegyezik. Viharos Edric nem került be a sorozatba, hanem Gendry karakterével összemosták. Stannis halálával kihalt a Baratheon-ház törvényes család tagjai. Tommen csak névlegesen volt Baratheon, ő Cersei és Jaime vérfertőzéséből született gyermek volt. A 8. évadban Daenerys hivatalosan is elismerte őt Robert Baratheon utódjának, vagyis ő lett a Baratheon-ház feje, és megkapta Viharvéget.

## Fordítás
- Ez a szócikk részben vagy egészben  a   Robert Baratheon című angol Wikipédia-szócikk fordításán alapul.  Az eredeti cikk szerkesztőit annak laptörténete sorolja fel. Ez a jelzés csupán a megfogalmazás eredetét és a szerzői jogokat jelzi, nem szolgál a cikkben szereplő információk forrásmegjelöléseként.